# Francisco de Echegaray
Francisco de Echegaray también Echeagaray (17 de octubre de 1725, Puerto de Veracruz, Nueva España- 19 de febrero de 1779, Villa de San Carlos Borromeo, Nuevo Santander, Nueva España), fue un militar y funcionario novohispano al servicio de la Corona de Castilla, que ocupó, entre otros, los cargos de gobernador interino del Reino de Nuevo León y de la Provincia del Nuevo Santander, capitán del Regimiento de Dragones de México, entre otros. Durante su gobierno neoleonés se creó el Real Presidio de Lampazos. Fue padre, entre otros, de Francisca Javiera de Echeagaray y Bosio, virreina de la Nueva España, de José María de Echeagaray y Bosio, gobernador del Nuevo Santander, así como tío de Francisco Javier Clavijero y Echeagaray, insigne humanista novohispano, entre otros. 

## Origen
Nació el 17 de octubre de 1725 en el Puerto de Veracruz, siendo el cuarto de los ocho hijos de Juan de Echegaray, contador de la Real Caja de la Gobernación de Veracruz, y de María Fernández-Marín y Santa Marina. Su hermana mayor, María Isabel de Echegaray, fue la madre del insigne humanista Francisco Javier Clavijero y Echeagaray.

## Inicios
Entró a la milicia en el año de 1743 como cadete de la Compañía de Dragones de Veracruz, donde sirvió bajo las órdenes del comandante Manuel Lasso y Vacarino, obteniendo el grado de alférez de la misma compañía en 1745, obteniendo por recomendación del virrey Juan Francisco de Güemes, conde de Revilla Gigedo de 1753, el nombramiento de teniente de la Compañía de Dragones de Veracruz, emitido en 1755 por su sucesor, el virrey Agustín de Ahumada, marqués de las Amarillas. En 1761, fue promovido a capitán de la compañía, y en 1770, obtuvo, finalmente el nombramiento de comandante de la Compañía de Dragones de Veracruz, por recomendación de José Ferrer, comandante del Tercer Escuadrón de Dragones de México, con despacho del virrey Carlos Francisco de Croix, marqués de Croix.

## Gobernador del Reino de Nuevo León
El 22 de marzo de 1772, llegó a Monterrey por órdenes del virrey Antonio María de Bucareli y Ursúa, para cubrir la plaza de gobernador del Reino de Nuevo León que había quedado vacante por fallecimiento de Juan Ignacio de Ussel y Guimbarda, caballero de la Orden de Alcántara. Tomó posesión del gobierno el día de su llegada, apremiado por los ataques de apaches que se sucedían en la frontera con Coahuila, a los cuales se vio obligado a responder en los días inmediatos a su inauguración. Realizó una visita para determinar el estado general del Reino, sus milicias y poblaciones. Consiguió la pacificación del conflicto apache a tan solo dos meses de su llegada. Durante su corto mandato, realizó también una inspección pormenorizada de los presidios de su jurisdicción, emitiendo importantes informes sobre su condición y eficiencia. Su gobierno fue sucedido, al año siguiente, por el de Melchor Vidal de Lorca y Villena. 

## Nombramiento como Gobernador de Sonora y Sinaloa
A la llegada de Vidal de Lorca a Monterrey, fue llamado a la corte virreinal, recibiendo el cargo de teniente coronel y capitán de la Primera y Segunda Compañía de Dragones del Regimiento de México, así como comisario de guerra de la Puebla de los Ángeles en 1775. 
En 1776 fue nombrado gobernador interino de las Provincias de Sonora y Sinaloa, en sustitución del gobernador Francisco Antonio Crespo. Sin embargo, en 1776, el virrey Bucareli comunicaba al inspector Matías de Gálvez la decisión del rey de reasignar a Echegaray a la gobernatura del Nuevo Santander. 

## Gobernador de la Provincia del Nuevo Santander
Llegó a la Provincia del Nuevo Santander en sustitución de Vicente González de Santiáñez (quien sucedería a Vidal de Lorca en la gobernatura de Nuevo León). La gestión del Echeagaray al frente del Nuevo Santander, significó una continuación de los gobiernos de sus predecesores, fuertemente envueltos en las guerras contra los pueblos seminómadas de la región y sus ataques en contra de las caravanas y colonias de españoles.

## Matrimonio y descendencia
Casó con doña Faustina Gertrudis Bosio y Romo, originaria de Veracruz, hija de José Bosio y María Romo. Fueron padres de: 
- José María de Echeagaray y Bosio, gobernador de la Provincia del Nuevo Santander.[7][8]
- Francisco de Echeagaray y Bosio, factor interino de la Provincia de Sinaloa.
- Josefa de Echeagaray y Bosio,[9] casada con Vicente González de Santiáñez, gobernador del Reino de Nuevo León y la Provincia del Nuevo Santander.
- Francisca Javiera de Echeagaray y Bosio, casada con el mariscal de campo Pedro de Garibay, virrey de la Nueva España.[10]
- Tomás de Echeagaray y Bosio
- Manuel de Echeagaray y Bosio, capitán del presidio de Santa Cruz (Sonora).[11]
- Mónica de Echeagaray y Bosio
- María Teresa de Echeagaray y Bosio